# Nottawasaga River
Nottawasaga River ist ein kleiner, ökologisch bedeutsamer Fluss im südlichen Ontario in Kanada.

## Geographie
Entstanden ist der Fluss am Ende der letzten Eiszeit (Weichsel- bzw. Würm-Eiszeit; in Amerika Wisconsin glaciation) vor 11.000 Jahren, als die abtauenden Wassermassen der Geländeneigung des Gebietes nördlich der Niagara-Schichtstufe (englisch Niagara Escarpment) folgend Richtung Norden und Nordosten abflossen.

### Verlauf
Der Fluss entsteht durch zwei Quellbäche: der nördliche (North Branch) entspringt in der Niagara-Schichtstufe nahe dem Weiler Elba, Gemeinde Shelburne, Ontario in den Mono Hills; der südlichere (South Branch) in der Nähe von Camilla, bei Orangeville, Ontario am westlichen Ende der Oak Ridges-Moräne, einem Teil der Niagara-Schichtstufe, die zwischen dem Lake Simcoe und dem Ontariosee liegt. Nach ca. 12 (Nordarm) bzw. 9 km (Südarm) vereinigen sich beide Quellläufe auf dem Gebiet der Stadt Mono (Dufferin County) in der Nähe des Weilers Glen Cross zum Nottawasaga. Er windet sich in vielen Schleifen Richtung Nordosten und erhält kurz vor Alliston, Ontario seinen ersten wichtigen Zufluss, den Innisfil Creek von Osten, wodurch der Lauf des Nottawasaga nach Norden abgelenkt wird. Östlich von Alliston wird der Fluss zum Nicolston-Damm aufgestaut. Nach der Staumauer fließt von Osten der Boyne River in den Nottawasaga. Der Fluss fließt nun nördlich und bewässert dabei die Minesing Wetlands, eine ca. 60 km² große Sumpflandschaft. Kurz vor seiner Mündung in Wasaga Beach bildet er im Osten der Stadt einen kleinen See, den Jacks Lake. Anschließend fließt er ungefähr sechs Kilometer parallel zum Huronsee – nur durch große Dünen von ihm getrennt – und mündet im Norden der Stadt in den Huronsee. Mehrere kleine Inseln liegen im Fluss, wobei die einzig bedeutende Nancy Island in Wasaga Beach ist.

### Ortschaften
Folgende Gemeinden werden vom Nottawasaga, von der Quelle her zählend, durchflossen: Stadt Mono (Dufferin County), New Tecumseh Township, Essa Township, Clearview Township, Springwater Township, Stadt Wasaga (alle Simcoe County).

## Geschichte
Die fischreichen Flussauen des Nottawasaga waren offensichtlich schon bald Ziel menschlicher Besiedlungen. Erste bekannte Bewohner waren die Tionontati oder Petun, die im 17. Jahrhundert in dieser Gegend siedelten. Nach den verlorenen Kriegen gegen die Irokesen wanderten die restlichen Tiononati ab und Algonkin aus der Gegend um Ottawa ein. Von diesen stammt auch der Name Nottawasaga, wobei „nottawa“ Irokesen heißt und „saga“ Flussmündung. Der Name entstand, als Algonkin-Scouts, die entlang des Flusses patrouillierten, irokesische Überfallkommandos entdeckten, und bedeutet so viel wie „Irokesen an der Flussmündung“.
Die ersten Europäer dürften mit der Expedition von Samuel de Champlain 1615 in dieses Gebiet gekommen sein. Eine systematische europäische Besiedlung erfuhr das Gebiet erst im 19. Jahrhundert.
Ein britischer Schoner, The Nancy, der bei der Schlacht auf dem Eriesee am 10. September 1813 gegen die Amerikaner fliehen konnte, versteckte sich vor der amerikanischen Flotte in der Mündung des Nottawasaga, wurde aber am 13. August 1814 von den Amerikanern entdeckt und versenkt, die damit gleichzeitig die Nachschub-Route der Briten blockierten. An der Wrackstelle bildete sich bis heute eine kleine Insel, Nancy Island, die den Fluss in zwei gleich große Arme teilt. Auf der Insel befinden sich ein kleiner Leuchtturm, ein Freilichttheater und ein Museum über die Geschichte von Wasaga Beach und des Britisch-Amerikanischen Krieges von 1812.

## Umwelt
Der Nottawasaga fließt durch ein ökologisch bedeutendes Gebiet. An seinen Ufern wurden folgende Schutzgebiete eingerichtet: Im Quellbereich Nottawasaga Bluffs Conservation Area, dann dem Flusslauf folgend das UNESCO-Biosphärenreservat Hockley Valley Provincial Nature Reserve, Beattie Pinery Provincial Nature Reserve, Minesing Wetlands Conservation Area, Edenvale Conversation Area und am Ende der Wasaga Beach Provincial Park, der auch UNESCO-Biosphärenreservat ist. Bei den Minesing Wetlands handelt es sich um ein ca. 60 km² großes Feuchtgebiet von internationalem Rang nach der Ramsar-Konvention mit zahlreichen seltenen Tier- und Pflanzenarten. Im Wasaga Beach Provincial Park, in dem auch die Flussmündung liegt, befinden sich die einzigen Querdünen im Bereich der Großen Seen.

### Fauna
Der Nottawasaga ist das Hauptfischgebiet für die Regenbogenforelle (Oncorhynchus mykiss) und dem Königslachs (Oncorhynchus tshawytscha) am Huronsee. Der Fluss ist auch ein wichtiger Brut- und Aufzuchtsplatz für den vom Aussterben bedrohten See-Stör (Acipenser fulvescens). Daneben leben u. a. noch folgende Arten im Fluss: Karpfen (Cyprinus carpio) (im Jacks Lake), Getüpfelter Gabelwels (Ictalurus punctatus), Bachforelle (Salmo trutta), Amerikanischer Seesaibling (Salvelinus namaycush), Northern Pikeminnow (Ptychocheilus oregonensis), Steinbarsch (Ambloplites rupestris), Schwarzbarsch (Micropterus dolomieu), Glasaugenbarsch (auch: Amerikanischer Zander; Sander vitreus), Heringsmaräne (Coregonus clupeaformis).
In den Höhlen und Felsspalten der Bluffs und im Hockley Valley Provincial Nature Reserve ist das Nördliche Mausohr, eine bedrohte Fledermausart (Myotis septentrionalis) zuhause. Seltene hier am Fluss anzutreffende Tierarten sind auch der Stelzenwaldsänger (Seiurus motacilla) und der gefährdete Jefferson Salamander (Ambystoma jeffersonianum). Im Bach existieren Populationen der Neunaugen (Ichthyomyzon fossor).

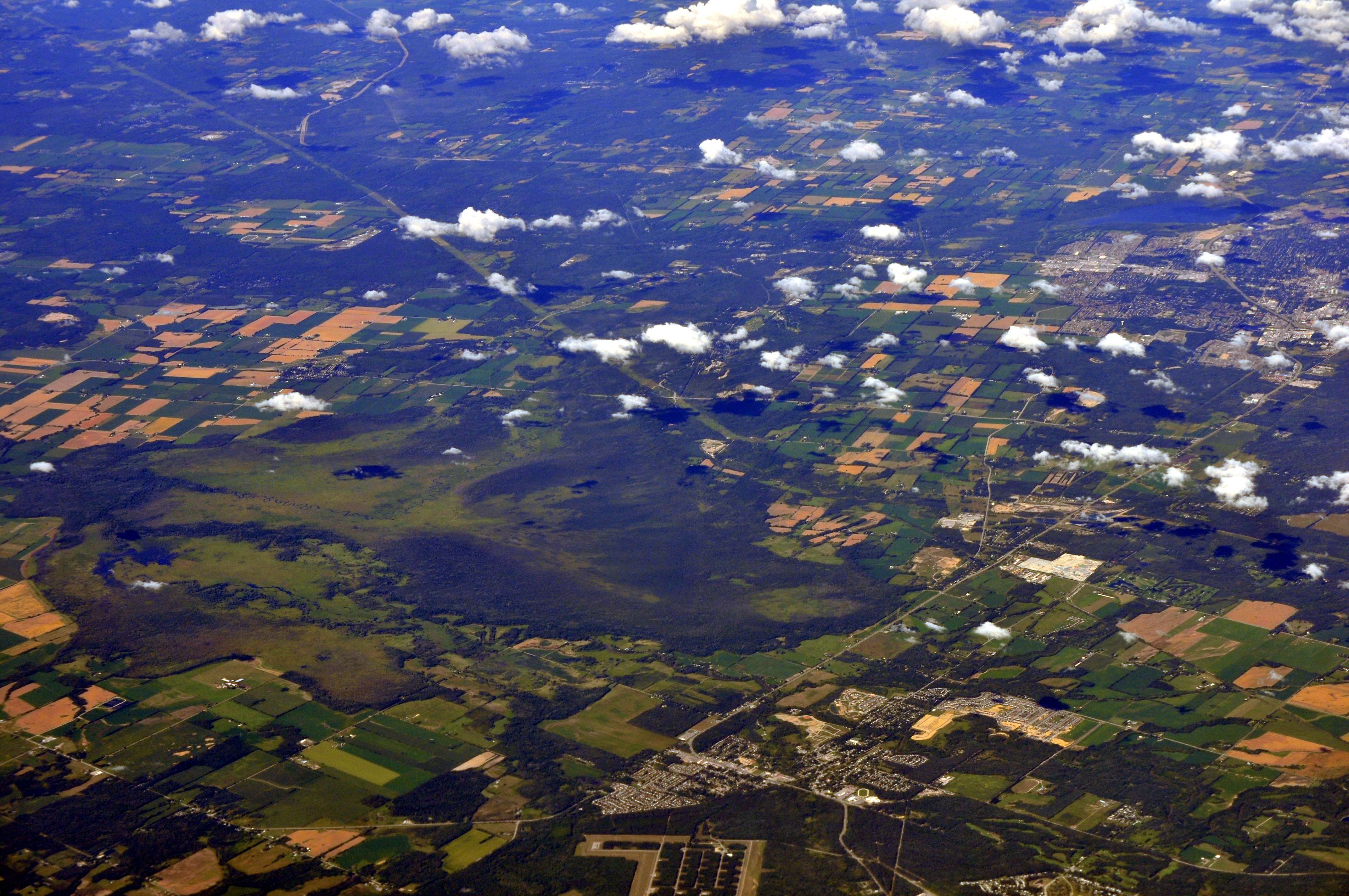
Minesing Wetlands Conservation Area, von Südwest aus gesehen

Die Minesing-Sümpfe sind das wichtigste Winterquartier für den Weißwedelhirsch (Odocoileus virginianus). Daneben sind sie ein bedeutender Rastplatz für Zug- und Wasservögel und beherbergen eine der größten Kanadareiher-Kolonien (Ardea herodias) in Ontario. Eine große Insektenvielfalt – vor allem zahlreiche Libellenarten – ist in den Sümpfen heimisch, u. a. die stark gefährdete Falkenlibelle (Somatochlora hineana). Unter den hier lebenden 206 einheimischen Vogelarten sind folgende besonders selten: Blauflügel-Waldsänger (Vermivora pinus), Zitronenwaldsänger (Protonotaria citrea), Blauwaldsänger (Setophaga cerulea), Goldflügel-Waldsänger (Vermivora chrysoptera) und der Blaumückenfänger (Polioptila caerulea).
Im Mündungsgebiet (Wasaga Beach Provincial Park) befinden sich ebenfalls wichtige Brutplätze für Seevögel. Hier ist vor allem der Gelbfuß-Regenpfeifer (Charadrius melodus, engl.: Piping Plover) zu erwähnen, der hier noch in größerer Anzahl nistet und seit 1985 auf der Liste der bedrohten Tierarten steht. Ebenfalls leben dort die stark bedrohten Vogelarten Henslow-Ammer (Ammodramus henslowii), Königsralle (R. elegans) Keilschwanz-Regenpfeifer (Charadrius vociferus) und Louisianawürger (Lanius ludovicianus). Insgesamt wurden mehr als 230 Vogelarten gezählt. Als gefährdetes Insekt ist die Rusty-patched Bumble Bee, eine Hummelart, (Bombus affinis) zu erwähnen. Daneben wurden noch 44 verschiedene Säugetierarten und 32 Amphibien- und Reptilienarten gezählt.

### Flora
In den Nottasawaga Bluffs befinden sich vor allem alte Bestände von Zedern- und Kiefernwäldern, die wegen der unzugänglichen Lage nicht gefällt wurden.
Im Hockley Valley Provincial Nature Reserve wachsen an den Ufern des Nottawasaga vor allem Hangwälder aus Zucker-Ahorn (Acer saccharum) und Schwarzem Zucker-Ahorn (Acer saccharum subsp. nigrum), vermischt mit Tulpenbäumen (Liriodendron) und Rot-Ulmen (Ulmus rubra). Auch gibt es hier noch viele Butternussbäume (Juglans cinerea), die akut vom Aussterben bedroht sind. Es wurden 416 Gefäßpflanzen gezählt, darunter das Wiesen-Schaumkraut (Cardamine pratensis) und das Sand Violet (Viola adunca), eine kanadische Veilchenart, die beide sehr selten sind und unter Naturschutz stehen. Weitere sehr seltene Pflanzen am Nottawasaga sind die Trail-Plant (ein Asterngewächs, Adenocaulon bicolor), die Menzie's Rattlesnake-Orchidee (Goodyera oblongifolia), der Lanzen-Schildfarn (Polystichum lonchitis) und die Alaska-Orchidee (Piperia unalescensis).
Das Minesing Feuchtbiotop bietet die typische Pflanzenwelt der Sümpfe und Moore; hervorzuheben sind die Bureichenbestände (Quercus macrocarpa) und die Zürgelbaumsümpfe (engl. Hackberry, Celtis occidentalis L.), die sich über weite Teile des Gebietes erstrecken. Es wurden über 400 Pflanzenarten gezählt, davon 11 vom Aussterben bedrohte wie die Waldhyazinthe (Platanthera leucophaea).
Im und am Mündungsgebiet des Nottawasaga wachsen typische Sandbewohner wie der Meersenf (Cakile geniculata) oder der Strandhafer (Ammophila). Weiter flussaufwärts finden sich Reste der ursprünglichen Kiefer-Eichen-Savanne mit entsprechend gefährdeter Flora wie den Bergfrauenschuh (Cypripedium montanum), die Hügeldistel (Cirsium pumilum) oder den sehr giftigen Kletternden Giftsumach (Toxicodendron radicans).

### Wasserqualität
In Kanada wird die Wasserqualität in 5 Stufen eingeteilt: excellent, good, fair, poor und very poor. Der Oberlauf des Nottawasaga hat bis zur Einmündung des Innisfil Creeks, der die Bewertung poor trägt, eine exzellente Wasserqualität. Von da ab bis zur Mündung lautet die Bewertung fair. Ein Grund dafür ist die hohe Belastung an Phosphaten, die in den Jahren 2007–2012 einen Durchschnittswert von 0,039 mg/l aufwies. Der Anteil an Kolibakterien (Escherichia coli) schwankt stark und steigt vor allem nach starken Regenfällen an. Im Durchschnitt wurden in den letzten Jahren ein Wert von 71 units/100 ml gemessen.

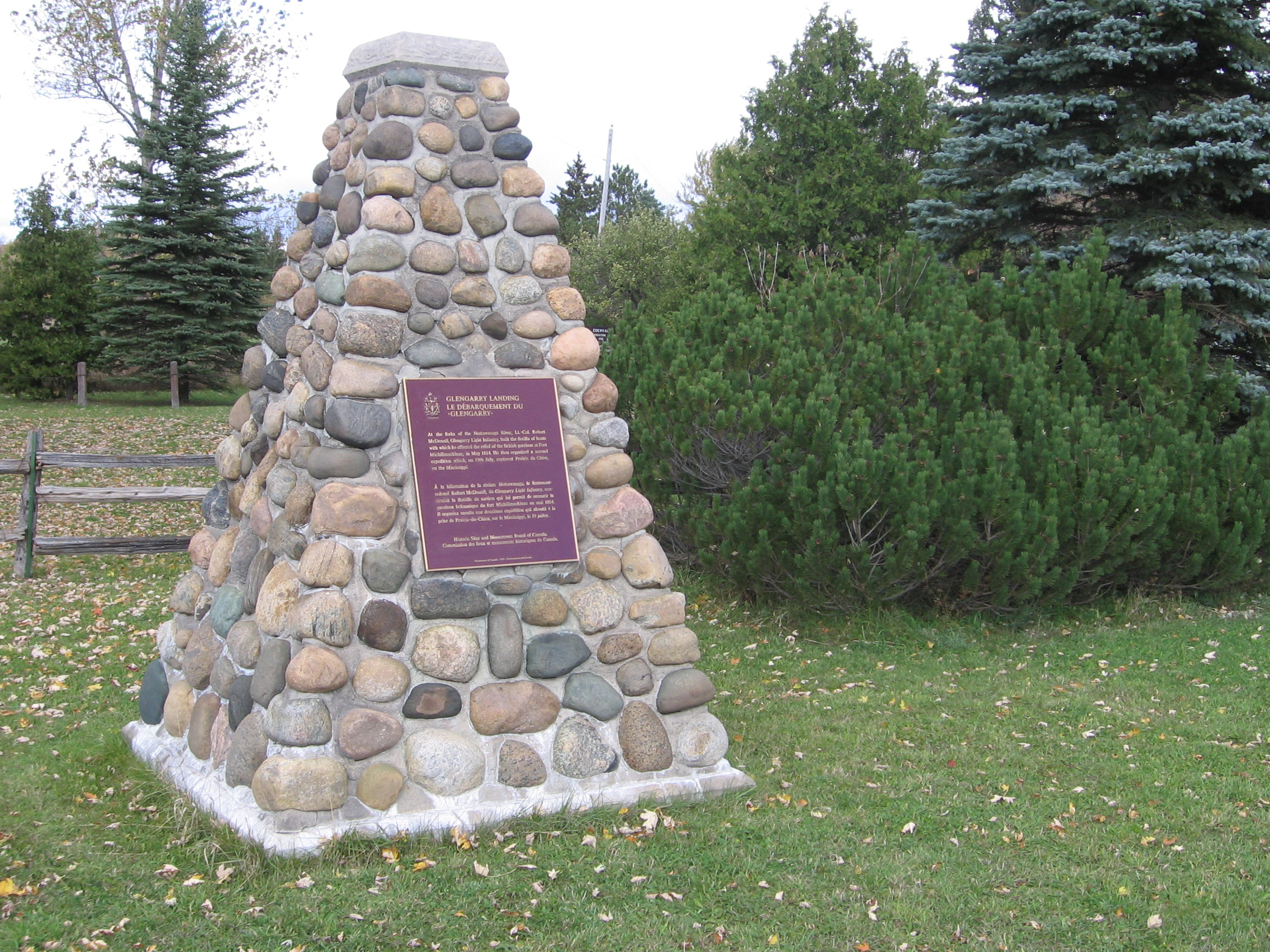
Denkmal für die Besatzung der "Nancy"

## Sehenswürdigkeiten und Bauwerke
In Edenvale, Gemeinde Springwater, steht ein Denkmal, das an die Ereignisse im Britisch-Amerikanischen Krieg erinnert (siehe unter „Geschichte“). An dieser Stelle überwinterte die Crew der „Nancy“ 1813/14 und baute unter Lieutenant-Colonel R. McDouall kleine Boote, mit denen sie sich auf den Weg vom Nottawasaga über den Huronsee nach Fort Michilimackinac machten und so alle überlebten.
Auf Nancy Island in Wasaga Beach befindet sich seit 2012 das Besucherzentrum des Wasaga Provincial Parks, ein kleiner Leuchtturm aus dem Jahre 1965 sowie ein Freilufttheater.

## Bedeutung als Verkehrsweg
Im 19. Jahrhundert wurde der Fluss zur Holzflößerei benutzt; diese kam zu Beginn des Ersten Weltkrieges zum Erliegen. Heute spielt er als Verkehrsweg keine Rolle mehr. 1830 gab es Pläne für einen Kanal vom Ontariosee zum Huronsee, der den Nottawasaga benutzen sollte. Das Projekt stellte sich jedoch als zu teuer heraus; außerdem kam die Eisenbahn als billige Konkurrenz auf, so dass diese Pläne nie verwirklicht wurden.

## Nottawasaga Valley Conservation Authority
Die NVCA ist ein gemeinnütziger Zweckverband von 18 Gemeinden aus den Counties Simcoe, Dufferin und Grey. Sitz ist das Tiffin Centre for Conservation, zwischen Barrie und Angus gelegen. Ihre Aufgabe ist die Wasserwirtschaft des Nottawasaga-Flusssystems. Dazu gehören u. a. ständige Untersuchungen der Wasserqualität sowie Umweltschutzmaßnahmen, Grundwassersicherungen, Hochwasserschutz und Erziehungs- und Informationsprogramme. Bis jetzt wurden über 3700 km² Land aufgekauft und renaturiert, weitere Landkäufe werden angestrebt. Finanziert wird die NVCA durch Beiträge der Gemeinden und Gebühren z. B. durch Besucher.